# Konrad Keilhack
Konrad Keilhack (né le 16 août 1858 à Oschersleben; tué lors du bombardement de Berlin le 10 mars 1944) est un géologue et universitaire allemand.

## Biographie
Fils cadet des seize enfants de l'ingénieur des constructions civiles August Keilhack et de Sophie Dorothea Bethe, Keilhack fréquenta le lycée de Gera, le Rutheneum (de). Au milieu de son cursus il fut remarqué du Pr Liebe , qui lui confia des travaux cartographiques. Il étudia la géologie à Iéna, à l’École des mines de Freiberg, puis à Göttingen et à Berlin. En 1881 il soutint sa thèse à Iéna (Le grenat comme constituant annexe de nombreuses roches), où il devient du Corps Saxonia Jena.
En 1881 il fut recruté comme géologue-adjoint au Service Géologique Régional de Prusse (Preußische Geologische Landesanstalt) à Berlin. Promu géologue régional en 1890, il est nommé directeur de département en 1914 (cartographie des plaines), et conserve ce poste jusqu'en 1923. Depuis 1896, il était également Professeur à l’École des mines de Berlin (actuelle TH Berlin). Keilhack, dont les planches cartographiques en couleur font encore autorité (pour le Brandebourg, la Saxe et la Poméranie notamment), s'est consacré à l’extraction du lignite. Il est considéré comme un pionnier de l’hydrogéologie de la Plaine d'Allemagne du Nord. Il a également travaillé sur la géologie des glaciations : il forgea en 1910, avec Jakob Stoller (de), le concept de glaciation de la Saale en tant que pénultième glaciation avant l'actuel (complexe de la Saale). Keilhack préconisa en outre la valorisation des tourbières pour les cures de bains de boue. En 1892 il a été élu membre de la Leopoldina.
Keilhack est le fondateur de l'almanach des Géologues (Geologenkalender) et du Geologische Zentralblatt (1901-1937).  Il a été le président de la Société Géologique d'Allemagne de 1917 à 1919.
IL a été tué à 86 ans lors d'un bombardement de Berlin. Il est inhumé dans le cimetière berlinois de Frohnau.

## Famille
1. épouse le 15 avril 1883 Klara Baur (née le 14 octobre 1863 à Belzig, † le 28 février 1889 à Berlin), fille du diacre Ernst Ferdinand Albert Baur. Aus dieser Ehe gingen hervor 1 fils, 2 filles (Ludwig né le 29 décembre 1884; tué le 6 avril 1915 au Cameroun, Ilse née le 6. Januar 1886; † 1914, Clara née le 23 février 1889; † 1970)
2. épouse en 1890 Martha (née le 18 septembre 1865; † 31 décembre 1957), fille du Maître de cavalerie Albert Wahrendorff, 1 fils (Hans né le 2 février 1892; † 1946)
3. Il était le grand-père du géologue Hans-Wilhelm Quitzow (de)[1]

## Distinctions
- Conseiller aux Mines
- Doyen d'honneur de l’université technique de Berlin
- Membre d'honneur de la Deutsche Gesellschaft für Geowissenschaften (de)
- Prix Konrad Keilhack de la HGN Beratungsgesellschaft, Nordhausen (depuis 2006)

## Œuvres (sélection)
- (en coll. avec Leopold van Werveke (de) et al.) Handbuch für den Deutschen Braunkohlebergbau, Halle an der Saale, 1907, 2de éd. 1912
- Lehrbuch der Grundwasser- und Quellenkunde: für Geologen, Hydrologen, Bohrunternehmer, Brunnenbauer, Bergleute, Bauingenieure und Hygieniker, Borntraeger, 1912, 3e éd. 1935
- Lehrbuch der praktischen Geologie - Arbeits- und Untersuchungsmethoden auf dem Gebiete der Geologie, Mineralogie und Palaeontologie, Stuttgart, Enke, (1896, 4e éd. en 2 vol., 1921-22)
- Einführung in das Verständniss der geologischen-agronomischen Specialkarten des Norddeutschen Flachlandes: eine Erläuterung ihrer Grundlagen und ihres Inhaltes, Berlin, Königlich Preußische Geologische Landesanstalt, 2de éd. 1901